# موز حقلي
موز حقلي (الاسم العلمي: Musa campestris) هو نوع من النباتات يتبع جنس الموز من فصيلة الموزية.